# Bázakerettye
Bázakerettye è un comune dell'Ungheria di 1.001 abitanti (dati 2001). È situato nella contea di Zala.